# Comayagüela
Comayagüela, junto con Tegucigalpa, conforman el Distrito Central, creado el 30 de enero de 1937 mediante Decreto n.º 53. Por lo tanto Comayagüela y Tegucigalpa o Distrito Central son la capital de Honduras. Actualmente es una de las ciudades más pobladas de Centroamérica.

## Economía
La ciudad de Comayagüela posee 18 mil de los 30 mil negocios formales que existen en la capital; esto es alrededor del 60% de los negocios formales de la capital hondureña. Gracias a esto, es el mayor aportante de tributos. Sin tener en cuenta el comercio informal, que ronda el 70% en los seis mercados de la ciudad de Comayagüela, donde circulan a diario 70 millones de lempiras. 
A pesar de esto, la ciudad de Comayagüela se presenta con mucho contraste con la ciudad de Tegucigalpa a la cual se le da un mayor mantenimiento.
La calidad de vida de los 'comayaguelenses' no es la mejor, ya que el alrededor del 51% de los capitalinos viven en pobreza y en la ciudad de Comayagüela la pobreza es más dura que en su ciudad vecina. 
Los rubros industriales más importantes de esta ciudad son el comercio, construcción, servicios, textil, el azúcar y el tabaco.
Inmigración en Comayagüela
El flujo migratorio más grande históricamente de Comayagüela han sido migrantes campesinos hondureños, migrantes pobres de países vecinos como Nicaragua y El Salvador que por algún motivo decidieron ir a Honduras, así como muchos migrantes de origen Chino asentados en el país.
Comayagüela ha sido más atractiva para la inmigración debido a que el alquiler ha sido más barato a su vecina Tegucigalpa, por lo general la migración a la capital ha sido por motivos de trabajos o académicos, que en algunos casos ha sido exitoso, ya que han logrado superarse y ser ejemplos para la sociedad hondureña.
La pobreza ha azotado a la sociedad hondureña por muchos años y Comayagüela no ha quedado fuera, pero proyecciones ponen a la ciudad capital como una de las que más crecerán en Latinoamérica en cuanto a su PIB.

## Etimología
Comayagüela es un diminutivo de Comayagua. Fue poblada a mediados del siglo XII, por indígenas de origen lenca, venidos de distintos rumbos del país; estableciéndose primero como a cuatro leguas al noroeste de Tegucigalpa, en la Montaña de Jutiapa, viniéndose después a habitar el lugar llamado Toncontín (baile indígena). Para cuando se inició la conquista de Honduras había varios asentamientos y una organización social considerable, a lo largo de las faldas de los cerros.
Comayagüela se ubica al pie del Cerro el Mogote, de unos 1580 m s. n. m., en una cuenca formada por el Río Guacerique. Junto con Tegucigalpa, constituyen la capital de Honduras. Mientras Tegucigalpa se encuentra a la margen derecha del río Grande o Choluteca, Comayagüela está en el sector occidental de la ciudad y próxima al aeropuerto. Ambas ciudades se localizan en el municipio del Distrito Central, sede constitucional del Gobierno de la República de Honduras.

## Historia

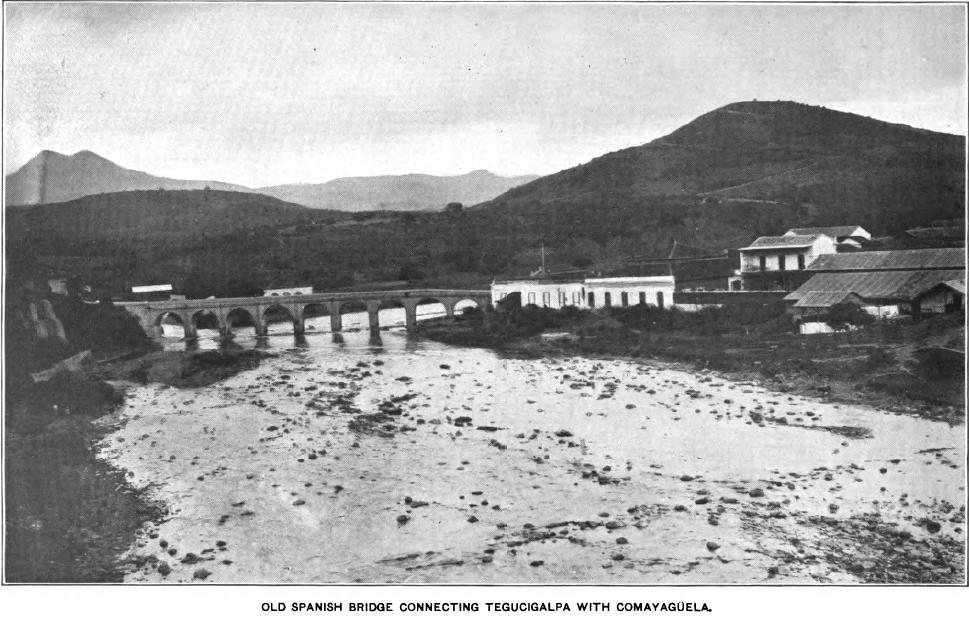
Puente colonial en Comayagüela en el año 1900.

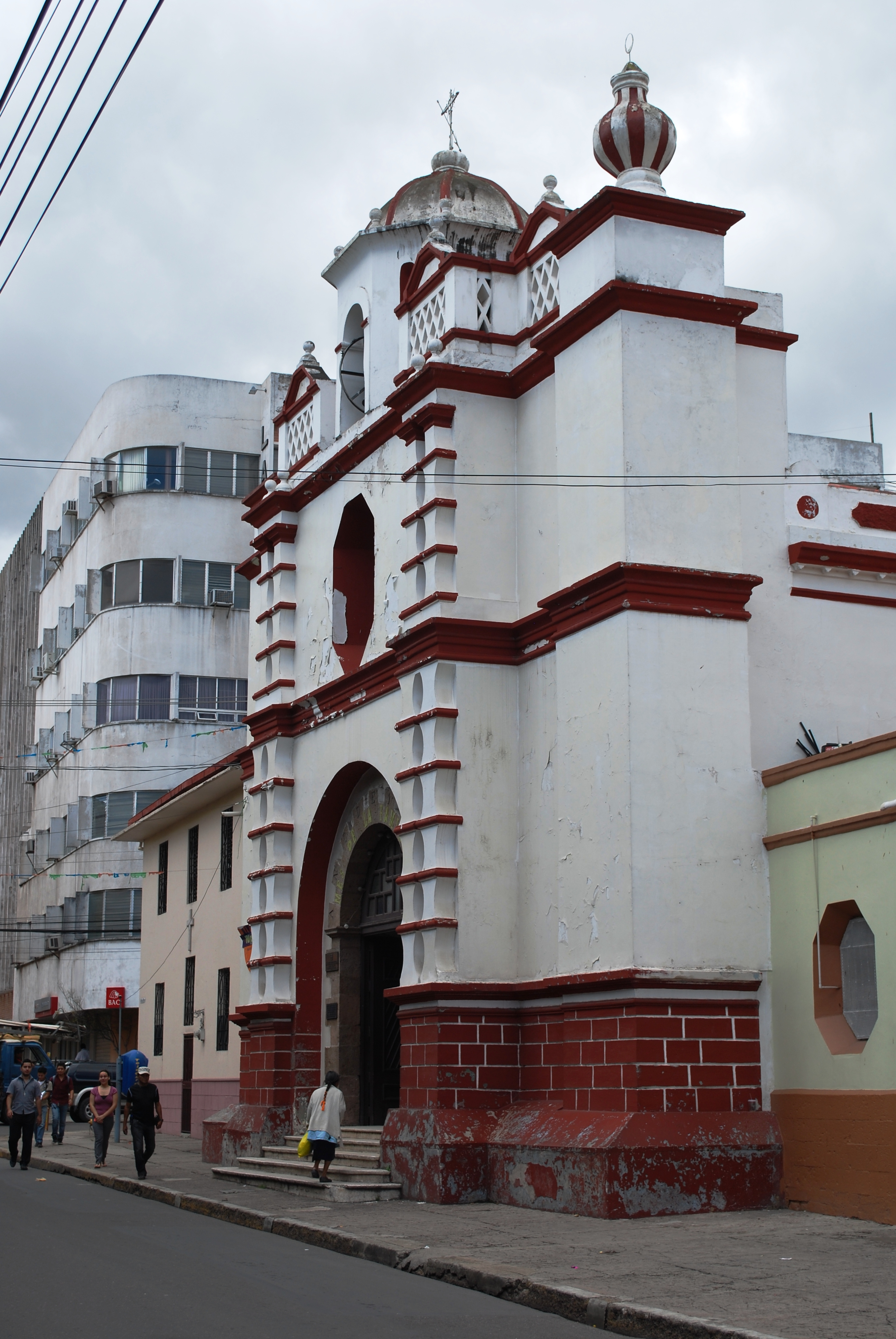
Iglesia Colonial de la Inmaculada Concepción en Comayagüela, fue edificada durante el.

Durante la conquista de Honduras, el territorio de lo que es hoy Comayagüela fue aparentemente poblado por indígenas de la etnia Lenca. Una vez terminada la conquista fue considerado un pueblo de indios aledaño a la villa de Real de minas de Tegucigalpa. El 17 de noviembre de 1820 que se instaló ayuntamiento en el Cabildo de Comayagüela. El 22 de agosto de 1849 se le da el nombre de Villa de Concepción. El 10 de abril de 1897 se le confiere el título de ciudad a la Villa de Concepción.
El 30 de noviembre de 1899, siendo Síndico Municipal el licenciado Félipe Cálix, contrató la remedida de los llamados "Ejidos del centro de Comayagüela". Estos comprendían una línea que pasa por el río "Chiquito" y corte de la encrucijada de la que llamaban "Tres Caminos", la que continúa a jacaleapa y la poza del Toncontín; continuando por "Llano del Potrero", comprendiendo en la mayoría de las partes de los sectores de: "El Junquillo" y "Sabana Larga", pasando por: "Quiebra Montes", "Horno de la Brea", "El Naranjo", "la Aserradera", "Piedras Profundas", "Zacaterique", "Peña Banca", "El Durazno" y "Piedra Parada"; siguiendo hasta "El Chile" y los suburbios de "Tegucigalpa".
Es una verdad que Comayagüela no posee "Título" desde los tiempos de la colonia, en todo caso fue fundada en cuanto a la disposición de Su Majestad Felipe II de España, en la que se ordenó proporcionar "dos leguas cuadradas" a cada "reducto indígena", aunque legalmente este distrito poseía más tierras.

### Huracán Mitch

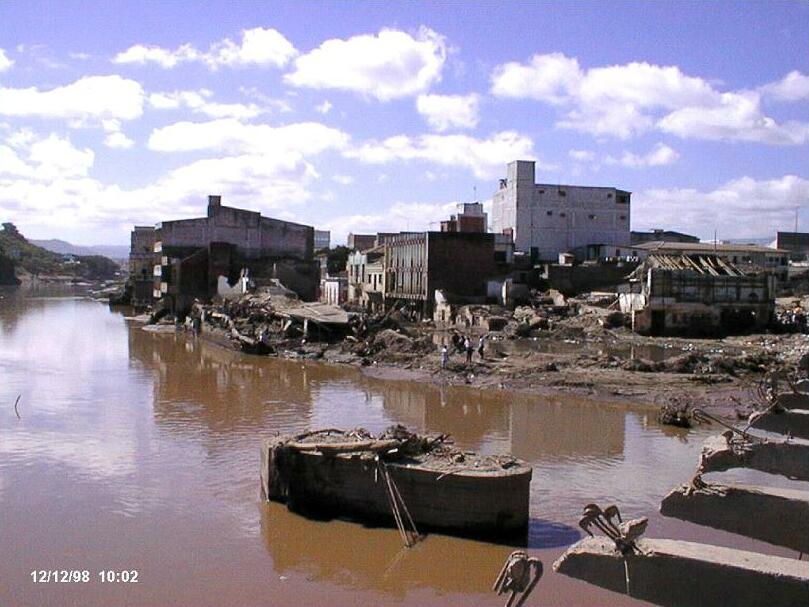
En la fotografía se muestran los daños causados por el huracán Mitch en 1998.

El 30 de octubre de 1998 la ciudad sufrió daños importantes tras el paso del huracán Mitch, que destruyó una parte de Comayagüela y los lugares bordeados por el río Grande o Choluteca. El huracán se mantuvo sobre el territorio hondureño por cinco días lo que ocasionó que la tierra no pudiera absorber tanta lluvia y aunado a la deforestación provocara graves inundaciones en todo el país, principalmente en Tegucigalpa. 
La crecida de los afluentes del río Grande o Choluteca hicieron que este rebasara la altura del puente Mallol y Soberanía, el cual fue arrastrado por la corriente. Las lluvias también provocaron deslizamientos de tierra en el sector del cerro El Berrinche. Estos deslizamientos arrastraron la mayor parte de la colonia Soto, cuyos escombros cayeron sobre la cuenca del río, haciendo que se formara un dique a la altura de dicha colonia. Este dique estancó las aguas del río Grande o Choluteca y ocasionó la inundación en las partes bajas de Comayagüela, destruyendo los viejos establecimientos ubicados a inmediaciones de la Calle Real. En otros sectores, la corriente derrumbó colinas, cerros, y laderas de montañas, llevando consigo barrios enteros, edificios, parques, automóviles, etc. 
Otra de las pérdidas provocadas por el Mitch, fue la antigua sede de la Academia Hondureña de la Lengua. La academia estaba ubicada en la 1ª Avenida y 3ª Calle de Comayagüela y era compartida con la Academia Hondureña de Geografía e Historia, quedando prácticamente destruida con el desbordamiento del río Grande provocado por el paso del huracán. Ese deterioro, junto con la posibilidad de que volviera a inundarse por estar situada cerca del río, hizo que la Academia de la Lengua desistiera de reedificar la sede en dicho predio. Por lo que con fondos de la Cooperación cultural española en Honduras - AECID, la Academia remodeló una nueva sede en la antigua Escuela de Alfabetización de Adultos, en la calle de la "Fuente del Casco Histórico de Tegucigalpa".

## Política
El Gobierno local esta regido por un alcalde,  Tegucigalpa y Comayagüela son la capital Constitucional de Honduras. 
El actual alcalde es Jorge Aldana, es representante del Partido Libertad y Refundación (Libre) desde el 25 de enero de 2022 hasta el día de hoy. Aldana terminará su cargo oficialmente como alcalde el 25 de enero de 2026.
Comayagüela junto con Tegucigalpa conforman la capital de la República de Honduras y sede de los 3 poderes del Estado de Honduras (Legislativo, ejecutivo y judicial).

## Clima

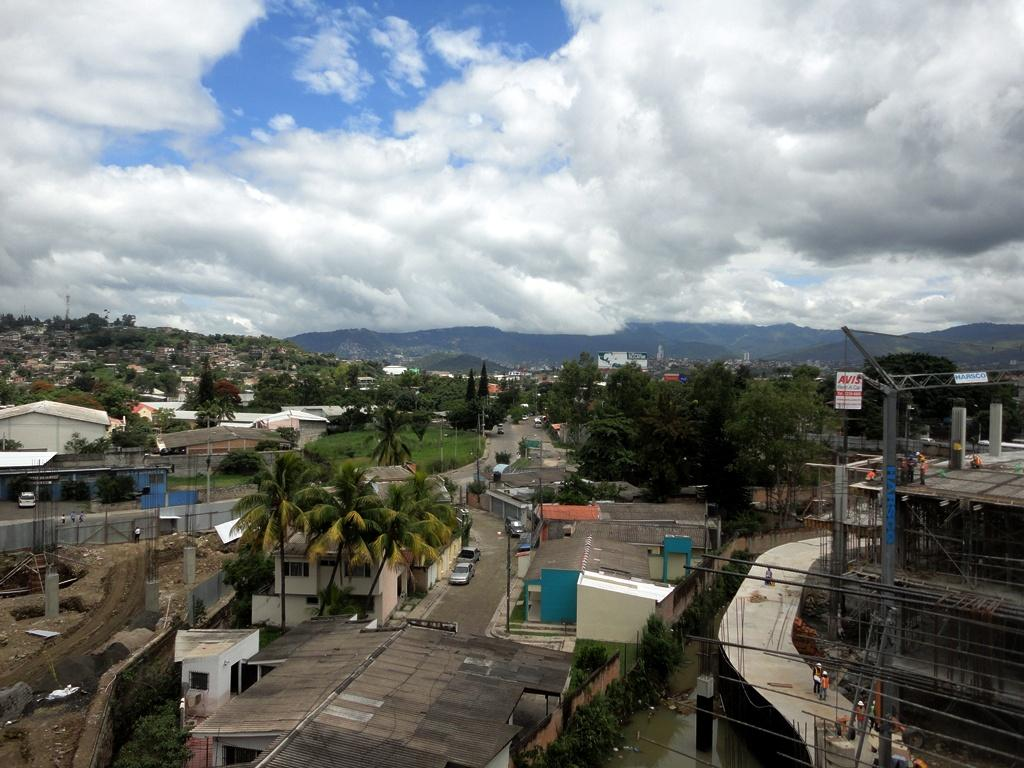
Día nublado en Comayagüela

La ciudad, al igual que Tegucigalpa cuenta con un clima tropical con estación seca (Aw) , lo que significa que es menos húmedo que los valles más bajos y las regiones costeras. Cuenta con dos temporadas, la temporada seca y fría, que comienza en noviembre y finaliza en marzo; y la temporada lluviosa y cálida, que inicia en abril y finaliza en octubre.
El promedio de horas de sol por mes durante el año es 211,2 y el promedio de días lluviosos por mes es de 8,9. El promedio de horas de sol durante la estación seca es de 228 por mes, mientras que 182,5 milímetros (7,19 pulgadas) es el promedio de precipitación mensual durante la estación húmeda. Los meses más lluviosos de la temporada de lluvias es de mayo-junio y septiembre-octubre, con un promedio 16.2 días de lluvia durante esos períodos.
En Tegucigalpa, la temporada de lluvia es húmeda y nublada, la temporada seca es mayormente despejada y es caliente durante todo el año. Durante el transcurso del año, la temperatura generalmente varía de 15 °C a 30 °C y rara vez baja a menos de 12 °C o sube a más de 31 °C.
| Parámetros climáticos promedio de Tegucigalpa (Aeropuerto de Tegucigalpa) | Parámetros climáticos promedio de Tegucigalpa (Aeropuerto de Tegucigalpa) | Parámetros climáticos promedio de Tegucigalpa (Aeropuerto de Tegucigalpa) | Parámetros climáticos promedio de Tegucigalpa (Aeropuerto de Tegucigalpa) | Parámetros climáticos promedio de Tegucigalpa (Aeropuerto de Tegucigalpa) | Parámetros climáticos promedio de Tegucigalpa (Aeropuerto de Tegucigalpa) | Parámetros climáticos promedio de Tegucigalpa (Aeropuerto de Tegucigalpa) | Parámetros climáticos promedio de Tegucigalpa (Aeropuerto de Tegucigalpa) | Parámetros climáticos promedio de Tegucigalpa (Aeropuerto de Tegucigalpa) | Parámetros climáticos promedio de Tegucigalpa (Aeropuerto de Tegucigalpa) | Parámetros climáticos promedio de Tegucigalpa (Aeropuerto de Tegucigalpa) | Parámetros climáticos promedio de Tegucigalpa (Aeropuerto de Tegucigalpa) | Parámetros climáticos promedio de Tegucigalpa (Aeropuerto de Tegucigalpa) | Parámetros climáticos promedio de Tegucigalpa (Aeropuerto de Tegucigalpa) |
| Mes                                                                       | Ene.                                                                      | Feb.                                                                      | Mar.                                                                      | Abr.                                                                      | May.                                                                      | Jun.                                                                      | Jul.                                                                      | Ago.                                                                      | Sep.                                                                      | Oct.                                                                      | Nov.                                                                      | Dic.                                                                      | Anual                                                                     |
| ------------------------------------------------------------------------- | ------------------------------------------------------------------------- | ------------------------------------------------------------------------- | ------------------------------------------------------------------------- | ------------------------------------------------------------------------- | ------------------------------------------------------------------------- | ------------------------------------------------------------------------- | ------------------------------------------------------------------------- | ------------------------------------------------------------------------- | ------------------------------------------------------------------------- | ------------------------------------------------------------------------- | ------------------------------------------------------------------------- | ------------------------------------------------------------------------- | ------------------------------------------------------------------------- |
| Temp. máx. abs. (°C)                                                      | 33.0                                                                      | 34.5                                                                      | 35.5                                                                      | 34.6                                                                      | 35.9                                                                      | 35.0                                                                      | 34.9                                                                      | 33.9                                                                      | 34.2                                                                      | 34.8                                                                      | 30.8                                                                      | 27.4                                                                      | 31.9                                                                      |
| Temp. máx. media (°C)                                                     | 25.7                                                                      | 27.4                                                                      | 29.5                                                                      | 30.2                                                                      | 30.2                                                                      | 28.6                                                                      | 27.8                                                                      | 28.5                                                                      | 26.5                                                                      | 26.3                                                                      | 26.0                                                                      | 25.4                                                                      | 27.7                                                                      |
| Temp. media (°C)                                                          | 19.5                                                                      | 20.4                                                                      | 22.1                                                                      | 23.4                                                                      | 23.6                                                                      | 22.6                                                                      | 22.1                                                                      | 22.4                                                                      | 22.2                                                                      | 21.5                                                                      | 20.4                                                                      | 19.7                                                                      | 21.7                                                                      |
| Temp. mín. media (°C)                                                     | 10.3                                                                      | 12.5                                                                      | 17.5                                                                      | 18.1                                                                      | 19.2                                                                      | 18.2                                                                      | 18.0                                                                      | 18.0                                                                      | 17.9                                                                      | 17.6                                                                      | 14.3                                                                      | 11.0                                                                      | 16.1                                                                      |
| Temp. mín. abs. (°C)                                                      | 4.5                                                                       | 7.2                                                                       | 4.7                                                                       | 8.9                                                                       | 11.1                                                                      | 12.4                                                                      | 12.6                                                                      | 12.2                                                                      | 11.0                                                                      | 10.0                                                                      | 7.7                                                                       | 6.8                                                                       | 4.5                                                                       |
| Precipitación total (mm)                                                  | 5.3                                                                       | 4.7                                                                       | 9.9                                                                       | 42.9                                                                      | 143.5                                                                     | 158.7                                                                     | 82.3                                                                      | 88.5                                                                      | 177.2                                                                     | 108.9                                                                     | 39.9                                                                      | 9.9                                                                       | 871.7                                                                     |
| Días de lluvias (≥ 1.0 mm)                                                | 1                                                                         | 1                                                                         | 1                                                                         | 2                                                                         | 9                                                                         | 12                                                                        | 9                                                                         | 9                                                                         | 13                                                                        | 10                                                                        | 4                                                                         | 2                                                                         | 73                                                                        |
| Horas de sol                                                              | 220.1                                                                     | 231.7                                                                     | 269.7                                                                     | 246.0                                                                     | 217.0                                                                     | 171.0                                                                     | 192.2                                                                     | 204.6                                                                     | 183.0                                                                     | 201.5                                                                     | 198.0                                                                     | 210.8                                                                     | 2545.6                                                                    |
| Humedad relativa (%)                                                      | 71                                                                        | 66                                                                        | 62                                                                        | 60                                                                        | 67                                                                        | 75                                                                        | 74                                                                        | 73                                                                        | 76                                                                        | 78                                                                        | 77                                                                        | 75                                                                        | 71.2                                                                      |
| Fuente n.º 1: World Meteorological Organization                           |                                                                           |                                                                           |                                                                           |                                                                           |                                                                           |                                                                           |                                                                           |                                                                           |                                                                           |                                                                           |                                                                           |                                                                           |                                                                           |
| Fuente n.º 2: Observatorio de Hong Kong.                                  |                                                                           |                                                                           |                                                                           |                                                                           |                                                                           |                                                                           |                                                                           |                                                                           |                                                                           |                                                                           |                                                                           |                                                                           |                                                                           |

## Aeropuerto

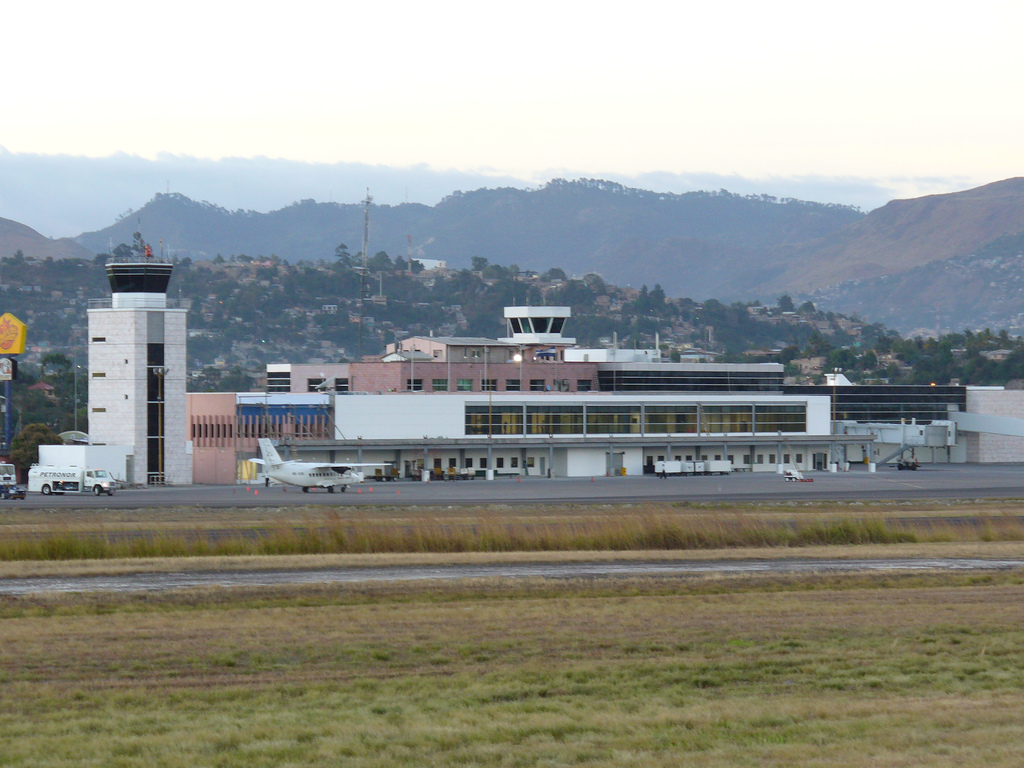
Aeropuerto Internacional Toncontín se ubica en Comayagüela

El Aeropuerto Internacional Toncontín, uno de los principales del país, se encuentra a unos 6 km del centro de Tegucigalpa.